# DEFB129
DEFB129 (англ. Defensin beta 129) – білок, який кодується однойменним геном, розташованим у людей на короткому плечі 20-ї хромосоми. Довжина поліпептидного ланцюга білка становить 183 амінокислот, а молекулярна маса — 20 299.
| 10         |  | 20         |  | 30         |  | 40         |  | 50         |
| ---------- |  | ---------- |  | ---------- |  | ---------- |  | ---------- |
| MKLLFPIFAS |  | LMLQYQVNTE |  | FIGLRRCLMG |  | LGRCRDHCNV |  | DEKEIQKCKM |
| KKCCVGPKVV |  | KLIKNYLQYG |  | TPNVLNEDVQ |  | EMLKPAKNSS |  | AVIQRKHILS |
| VLPQIKSTSF |  | FANTNFVIIP |  | NATPMNSATI |  | STMTPGQITY |  | TATSTKSNTK |
| ESRDSATASP |  | PPAPPPPNIL |  | PTPSLELEEA |  | EEQ        |  |            |

A: Аланін

C: Цистеїн

D: Аспарагінова кислота

E: Глутамінова кислота

F: Фенілаланін

G: Гліцин

H: Гістидин

I: Ізолейцин

K: Лізин

L: Лейцин

M: Метіонін

N: Аспарагін

P: Пролін

Q: Глутамін

R: Аргінін

S: Серин

T: Треонін

V: Валін

Кодований геном білок за функціями належить до антибіотиків, антимікробних білків. 
Секретований назовні.